# 吳亦凡影視作品列表
主要列舉中國內地男藝人吳亦凡參與演出的電影、電視節目、綜藝節目等。截至今日，吳亦凡曾出演11部電影作品，2部电视剧以及參加過9檔固定綜藝節目。

## 非固定綜藝節目
| 日期           | 節目名稱            | 備註                             |
| 2014年11月6日  | 《带你去见TA》      | [ 1 ]                            |
| 2014年11月6日  | 《天天向上》        | 與《有一個地方只有我們知道》劇組 |
| 2015年2月4日   | 《大牌驾到》        | 與徐靜蕾                         |
| 2015年1月31日  | 《新聞當事人》      | 專訪嘉賓                         |
| 2015年2月22日  | 《鲁豫有约》        | 專訪嘉賓                         |
| 2015年3月21日  | 《快乐大本营》      | 與張翰、楊洋、陳偉霆             |
| 2015年5月28日  | 《鲁豫有约》        | 專訪嘉賓                         |
| 2015年6月2日   | 《鲁豫有约》        | 專訪嘉賓                         |
| 2015年7月1日   | 《周一见》          | 與徐静蕾                         |
| 2015年12月26日 | 《快乐大本营》      | 與《老炮兒》劇組                 |
| 2015年12月27日 | 《笑傲江湖》        | 與《老炮兒》劇組                 |
| 2016年1月6日   | 《锵锵三人行》      | [ 12 ]                           |
| 2016年1月8日   | 《天天向上》        | 與《老炮兒》劇組                 |
| 2016年1月11日  | 《锵锵三人行》      | 嘉賓                             |
| 2016年1月12日  | 《大牌駕到》        | [ 14 ]                           |
| 2016年1月29日  | 《天天向上》        | 與鄭秀妍、鄭愷                   |
| 2016年1月29日  | 《王牌对王牌》      | 飛行嘉賓                         |
| 2016年3月3日   | 《非常靜距離》      | 專訪嘉賓                         |
| 2017年1月21日  | 《快樂大本營》      | 與《西遊伏妖篇》劇組             |
| 2017年9月2日   | 《快樂大本營》      | 與《中國有嘻哈》團隊             |
| 2018年3月20日  | 《打得不好請指教》  | 飛行嘉賓                         |
| 2018年6月22日  | 《我想和你唱第3季》 | 第9期嘉賓                        |
| 2018年11月23日 | 《中國音樂公告牌》  | 演唱《November Rain》            |
| 2019年5月31日  | 《向往的生活》      | 飛行嘉賓                         |
| 2019年12月28日 | 《快樂大本營》      | 與Angelababy、潘瑋柏、趙今麥     |
| 2020年5月16日  | 《創造營2020》      | 特派教練                         |
| 2020年5月17日  | 《創造營2020》      | 特派教練                         |
| 2020年7月27日  | 《时代 我》         | 系列人物纪录片                   |

### 大型晚會／文藝演出
| 播出日期       | 晚會／活動名稱                                     | 表演項目                                          | 合作藝人      |
| 2014年12月31日 | 《浙江衛視2015跨年演唱會》                         | 歌曲《時間煮雨》《有一個地方》                    | 不適用        |
| 2015年12月31日 | 《2016湖南衛視跨年演唱會》                         | 獨唱《Bad Girl》 合唱《Everybody》                | 陳偉霆        |
| 2016年2月5日   | 《安徽衛視春節聯歡晚會》                           | 歌曲《Bad Girl》、《花房姑娘》                    | 不適用        |
| 2016年2月8日   | 《湖南衛視華人春晚》                               | 歌曲《Bad Girl》                                  | 不適用        |
| 2016年9月9日   | 《2016芭莎明星慈善夜》                             | 歌曲《從此以後》                                  | 不適用        |
| 2016年12月3日  | 《MOTO第十屆音樂盛典咪咕匯》                       | 歌曲《Bad Girl》、《從此以後》、《JULY》          | 不適用        |
| 2016年12月31日 | 《江蘇衛視“17聚幸福”跨年演唱會》                   | 獨唱《從此以後》 合唱《刀劍如夢》                 | 周華健        |
| 2017年1月1日   | 《記住鄉愁（第三季）開播晚會》                     | 歌曲《時間的遠方》                                | 不適用        |
| 2017年11月10日 | 《天貓雙11狂歡夜》                                 | 歌曲《July》、《Double 11 Day》                   | 不適用        |
| 2017年12月31日 | 《江蘇衛視跨年演唱會》                             | 獨唱《B.M.》 合唱《想你》                         | 趙麗穎        |
| 2018年1月1日   | 《央視五四晚會》                                   | 歌曲《時間的遠方》                                | 不適用        |
| 2018年5月4日   | 《築夢新時代——2018“五月的鮮花”》                   | 歌曲《時間的遠方》                                | 不適用        |
| 2018年9月28日  | 《中國夢·祖國頌國慶特別節目》                      | 歌曲《時間的遠方》                                | 不適用        |
| 2018年12月31日 | 《2018電影頻道公益盛典》                           | 歌曲《天地》                                      | 不適用        |
| 2019年8月8日   | 《天貓88群星盛典》                                 | 歌曲《November Rain》、《天地》、《大碗寬麵》     | 不適用        |
| 2019年8月18日  | 《818全球汽車夜》                                  | 歌曲《破曉》、《大碗寬麵》                        | 不適用        |
| 2018年12月31日 | 《2019東方跨年盛典》                               | 歌曲《Hold Me Down》、《November Rain》、《天地》 | 不適用        |
| 2019年7月20日  | 《北京鳥巢賽麟之夜》                               | 歌曲《天地》、《Coupe》、《大碗寬麵》             | 不適用        |
| 2019年10月19日 | 《浙江衛視秋季盛典》                               | 歌曲《破曉》、《大碗寬麵》                        | 不適用        |
| 2019年11月10日 | 《湖南衛視雙十一嗨爆夜》                           | 歌曲《貳叁》、《大碗寬麵》                        | 不適用        |
| 2019年12月28日 | 《2019騰訊視頻星光大賞》                           | 歌曲《貳叁》                                      | 不適用        |
| 2019年12月31日 | 《BiliBili跨年演唱會》                             | 歌曲《貳叁》、《大碗寬麵》                        | 不適用        |
| 2020年6月17日  | 《湖南卫视拼多多618超拼夜》                        | 歌曲《PUPPRT》、《天地》                          | 不適用        |
| 2020年9月9日   | 《江苏卫视99划算夜》                               | 歌曲《時間海》、《PUPPET》                        | 不適用        |
| 2020年10月7日  | 《2020“我们的中国梦”文化进万家——“心连心”慰问演出》 | 歌曲《大碗宽面》、《天地》                        | 不適用        |
| 2020年10月10日 | 《TOP荣耀时刻》                                    | 歌曲《大碗寬麵》、《貳叁》                        | 不適用        |
| 2020年10月16日 | 《抖音美好奇妙夜》                                 | 歌曲《時間海》                                    | 不適用        |
| 2020年10月18日 | 《2020辛選演唱會》                                 | 歌曲《I'm Outcha》、《破曉》                      | 不適用        |
| 2020年11月10日 | 《湖南卫视1111超拼夜》                             | 獨唱《THROWBACK》、合唱《I'M OUTCHA REMIX》       | L4WUDU        |
| 2020年12月20日 | 《2020騰訊視頻星光大賞》                           | 獨唱《破曉》、合唱《I'M OUTCHA REMIX》            | L4WUDU        |
| 2020年12月31日 | 《2020-2021湖南衛視跨年演唱會》                    | 獨唱《破曉》、合唱《I'M OUTCHA REMIX》            | L4WUDU        |
| 2020年12月31日 | 《启航2021——中央广播电视总台跨年盛典》             | 歌曲《大碗寬麵》、《貳叁》                        | 不適用        |
| 2021年1月18日  | 《中国歌曲TOP排行榜颁奖晚会》                      | 歌曲《大碗寬麵》                                  | 不適用        |
| 2021年1月23日  | 《2020王者榮耀冬冠總決賽》                         | 歌曲《俠客行》                                    | 不適用        |
| 2021年1月29日  | 《中國歌曲TOP排行榜頒獎晚會》                      | 歌曲《大碗寬麵》                                  | 不適用        |
| 2021年2月12日  | 《2021北京衛視春節聯歡晚會》                       | 合唱《大碗寬麵》                                  | 騰格爾        |
| 2021年2月28日  | 《2020微博之夜》                                   | 歌曲《破曉》                                      | 不適用        |
| 2021年5月31日  | 《京東618沸騰之夜》                                | 獨唱《THROWBACK》 合唱《翱翔》                    | 20XX CLUB成員 |
| 2021年6月5日   | 《浙江衛視为歌而讚百讚音樂盛典》                   | 獨唱《破曉》 合唱《翱翔》                         | 20XX CLUB成員 |
| 2021年6月16日  | 《616真心夜》                                      | 獨唱《I'm Outcha》 合唱《翱翔》                   | 20XX CLUB成員 |